# Asplenium acuminatum
Asplenium acuminatum är en svartbräkenväxtart som beskrevs av William Jackson Hooker och George Arnott Walker Arnott.
Asplenium acuminatum ingår i släktet Asplenium och familjen Aspleniaceae. Inga underarter finns listade i Catalogue of Life.